# Quantic (entreprise)
Pour les articles homonymes, voir Quantic.
Quantic est une société basée aux Bahamas, contrôlée à 50 % par Trafigura d'après l'ouvrage Chirac et les 40 menteurs (Albin Michel, 2006), de l'écrivain Jean Montaldo.
Quantic serait d'après lui «éminent actionnaire» de Soco International, autre société présidée par Patrick Maugein, homme d'affaires corrézien, proche de Jacques Chirac.